# Itsuki Enomoto
Itsuki Enomoto (榎本 樹 Enomoto Itsuki?, nacido el 4 de junio de 2000 en Saitama) es un futbolista japonés que juega como delantero.
En 2019, Enomoto se unió al Matsumoto Yamaga FC de la J1 League. Después de eso, jugó en el Thespakusatsu Gunma.

## Trayectoria

### Clubes
| Club                | País  | Año    |
| ------------------- | ----- | ------ |
| Matsumoto Yamaga FC | Japón | 2019   |
| Thespakusatsu Gunma | Japón | 2019 - |

## Estadística de carrera

### J. League
| Club                | Año   | J. League | J. League | Copa J. League | Copa J. League | Total | Total |
| Club                | Año   | Part.     | Goles     | Part.          | Goles          | Part. | Goles |
| ------------------- | ----- | --------- | --------- | -------------- | -------------- | ----- | ----- |
| Matsumoto Yamaga FC | 2019  | 0         | 0         | 4              | 0              | 4     | 0     |
| Thespakusatsu Gunma | 2019  | 3         | 0         | -              | -              | 3     | 0     |
| Total               | Total | 3         | 0         | 4              | 0              | 7     | 0     |